# Список кардиналов, возведённых папой римским Александром VI

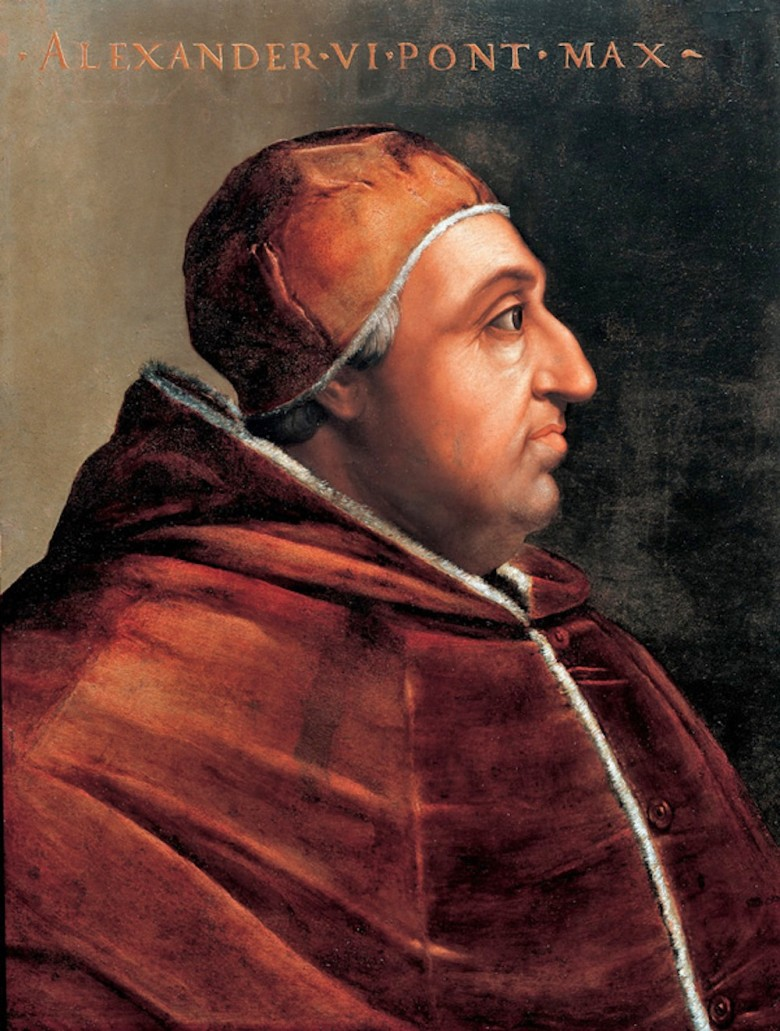
Папа Александр VI

Кардиналы, возведённые Папой римским Александром VI — 43 прелата, клирика и мирянина были возведены в сан кардинала на десяти Консисториях за одиннадцатилетний понтификат Александра VI.
Самой большой консисторией, была Консистория от 20 сентября 1493 года, на которой было назначено двенадцать кардиналов.

## Консистория от 31 августа 1492 года
- Хуан де Борха-Льянсоль де Романи старший, племянник Его Святейшества, архиепископ Монреале (королевство Сицилия).

## Консистория от 20 сентября 1493 года
- Жан Бильер де Лагрола, O.S.B., епископ Ломбеса, аббат монастыря Сен-Дени, посол короля Франции (Франция);
- Джованни Антонио Санджорджо, епископ Алессандрии, аудитор Трибунала Священной Римской Роты (Папская область);
- Бернардино Лопес де Карвахаль, епископ Картахены (Испания);
- Чезаре Борджиа, избранный архиепископ Валенсии (Испания);
- Джулиано Чезарини младший, апостольский протонотарий (Папская область);
- Доменико Гримани, апостольский протонотарий (Папская область);
- Алессандро Фарнезе старший, апостольский протонотарий (Папская область);
- Бернардино Лунати, апостольский протонотарий (Папская область);
- Раймунд Перауди, O.S.A., епископ Гурка (Священная Римская империя);
- Джон Мортон, архиепископ Кентерберийский (королевство Англия);
- Фредерик Ягеллон, администратор Кракова (королевство Польша);
- Ипполито I д’Эсте, администратор Эстергома (королевство Венгрия).

## Консистория от мая 1494 года
- Луиджи Арагонский, апостольский протонотарий (Папская область).

## Консистория от 16 января 1495 года
- Гийом Брисонне, епископ Сен-Мало (Франция).

## Консистория от 21 января 1495 года
- Филипп де Люксембург, епископ Ле-Мана (Франция).

## Консистория от 19 февраля 1496 года
- Хуан Лопес, епископ Перуджи (Папская область);
- Бартоломе Марти, епископ Сегорбе (Испания);
- Хуан де Кастро, епископ Агридженто (королевство Сицилия);
- Хуан де Борха-Льянсоль де Романи младший, внучатый племянник Его Святейшества, избранный епископ Мельфи (Папская область).

## Консистория от 17 сентября 1498 года
- Жорж I д’Амбуаз, архиепископ Руана (Франция).

## Консистория от 20 марта 1500 года
- Диего Уртадо де Мендоса-и-Киньонес, архиепископ Севильи (Испания);
- Аманьё д’Альбре, апостольский протонотарий (Папская область);
- Педро Луис де Борха-Льянсоль де Романи, рыцарь ордена Иоанна Иерусалимского, избранный архиепископ Валенсии (Испания).

## Консистория от 28 сентября 1500 года
- Хайме Серра-и-Кау, архиепископ Ористано, Сардиния (Испания);
- Пьетро Исвальес, архиепископ Реджо-Калабрии (королевство Сицилия);
- Франсиско де Борха, архиепископ Козенцы (Папская область);
- Хуан де Вера, архиепископ Салерно (Неаполитанское королевство);
- Людовико Подокатор, епископ Капачо (Папская область);
- Антонио Тривульцио старший, регулярный каноник Святого Антония, епископ Комо (Миланское герцогство);
- Джованни Баттиста Феррари, епископ Модены (Папская область);
- Тамаш Бакоц, канцлер Венгерского королевства, архиепископ Эстергома (королевство Венгрия);
- Марко Корнер, апостольский протонотарий (Папская область);
- Джованни Стефано Ферреро, епископ Верчелли (Папская область).

## Консистория от 31 мая 1503 года
- Хуан Кастельяр-и-де-Борха, архиепископ Трани (Папская область);
- Франсиско де Ремолинс, архиепископ Сорренто (Папская область);
- Франческо Содерини, епископ Вольтерры (Флорентийская республика);
- Мельхиор фон Мекау, епископ Бриксена (Бриксенское епископство);
- Никколо Фиески, избранный епископ Фрежюса (Франция);
- Франсиско Деспратс, епископ Леона (Испания);
- Адриано ди Кастелло, епископ Херефорда (Папская область);
- Хайме де Касанова, тайный камергер Его Святейшества (Папская область);
- Франсиско Льорис-и-де-Борха, епископ Эльна  (Папская область).

## Возможные кардиналы
Согласно Encyclopaedia Britannica, в 1495 году, Папа Александр VI пытался подкупить красной шляпой доминиканского реформатора Джироламо Савонаролу, который проповедовал против понтифика во Флоренции, но монах отказался, говоря: «Нет, шапка у меня есть, но это шапка мученика, покраснеет от моей собственной крови». 12 мая 1497 года, он был отлучён от церкви. Савонарола был сожжён на костре 23 мая 1498 года на площади Синьории во Флоренции.
Некоторые источники указывают, что было три «секретных» творения Папы Александра VI: Иоганн, посол герцога Саксонского при Святом Престоле; Пьетро Сьера, венецианец, апостольский протонотарий и Франсуа Бюслейден, архиепископ Безансона, Франция.